# Prionosoma pavani
Prionosoma pavani är en mångfotingart som beskrevs av Manfredi 1948. Prionosoma pavani ingår i släktet Prionosoma och familjen knöldubbelfotingar. Inga underarter finns listade i Catalogue of Life.